# Archibald V. Arnold

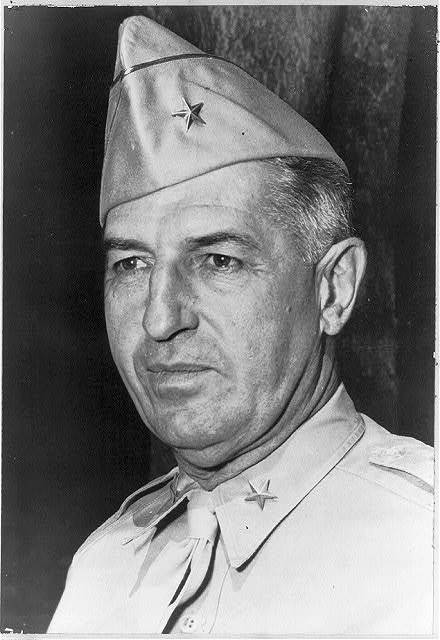
Archibald Vincent Arnold

Archibald Vincent Arnold (* 24. Februar 1889 in Collinsville, Hartford County, Connecticut; † 4. Januar 1973 in Southern Pines, Moore County, North Carolina) war ein Generalmajor der United States Army. Er war unter anderem Kommandeur der 7. Infanteriedivision.
Archibald Arnold war ein Sohn von Theobald Arnold und dessen Frau Josephine Arnold. In den Jahren 1908 bis 1912 durchlief er die United States Military Academy in West Point. Nach seiner Graduation wurde er als Leutnant der Feldartillerie zugeteilt. Später wechselte er zur Infanterie. In der Armee durchlief er anschließend alle Offiziersränge vom Leutnant bis zum Zwei-Sterne-General.
Im Lauf seiner militärischen Karriere absolvierte Arnold verschiedene Kurse und Schulungen. Dazu gehörten unter anderem die Field Artillery School, das Command and General Staff College und das United States Army War College.
In seinen jüngeren Jahren absolvierte er den für Offiziere in den niederen Rangstufen üblichen Dienst in unterschiedlichen Einheiten und Standorten. Dazu gehörten auch Aufgaben als Stabsoffizier in verschiedenen Hauptquartieren. Über eine Verwendung während des Ersten Weltkriegs geben die Quellen keinen Aufschluss.
Zwischen 1935 und 1939 war Arnold in Fort Sill in Oklahoma stationiert. Danach kommandierte er ab dem 31. Juli 1939 bis zum März 1941 das 17. Feldartillerieregiment. Anschließend war er bis zum 19. September 1941 Stabschef beim II. Korps. Daran schloss sich das Kommando über die 69. Feldartilleriebrigade an, das er zwischen September 1941 und Februar 1942 innehatte. In diese Zeit fiel der amerikanische Eintritt in den Zweiten Weltkrieg.
Im Verlauf des Zweiten Weltkriegs war Arnold auf dem pazifischen Kriegsschauplatz eingesetzt. Zwischen April 1942 und Februar 1943 kommandierte er die Artillerie der 44. Infanteriedivision. Daran schloss sich eine Versetzung zur 7. Infanteriedivision an, deren Artillerie er ab Februar 1943 kommandierte. Diese Division war zu diesem Zeitpunkt noch nicht im Kriegseinsatz. Dieser erfolgte erst ab Mai dieses Jahres. Die Division war zunächst an der Schlacht um die Aleuten und dann an der Schlacht um die Marshallinseln beteiligt.
Zwischen Juli und September 1943 war Arnold im Rang eines Brigadegenerals kommissarischer Kommandeur der 7. Infanteriedivision. Dabei überbrückte er die Zeit zwischen dem vorherigen Kommandeur Eugene M. Landrum und dessen Nachfolger Charles H. Corlett. Davor und danach war er weiterhin Kommandeur der Divisionsartillerie. Am 19. Februar 1944 erhielt er als Nachfolger Corletts offiziell das Kommando über die 7. Division, das er bis zum 8. September 1945 ausübte. Damit war er in verschiedenen Funktionen an allen Einsätzen der 7. Infanteriedivision während des Zweiten Weltkriegs bis zum Kriegsende beteiligt.
Nach dem Krieg war Arnold zunächst Militärgouverneur in Korea und dann führendes Mitglied der amerikanischen Delegation bei Gesprächen zwischen den Vereinigten Staaten und der Sowjetunion über die Zukunft Koreas. Zwischen Oktober 1946 und Mai 1948 leitete er die Stabsabteilung für Planungen der Army Field Forces (Chief of Plans Section, Headquarters Army Field Forces). Danach ging er in den Ruhestand.
Der mit Margaret Treat verheiratete Offizier starb am 4. Januar 1973 in North Carolina.

## Orden und Auszeichnungen
Archibald Arnold erhielt im Lauf seiner militärischen Laufbahn unter anderem folgende Auszeichnungen:
- Army Distinguished Service Medal
- Silver Star
- Legion of Merit
- Air Medal